# Đặng Ngọc Long

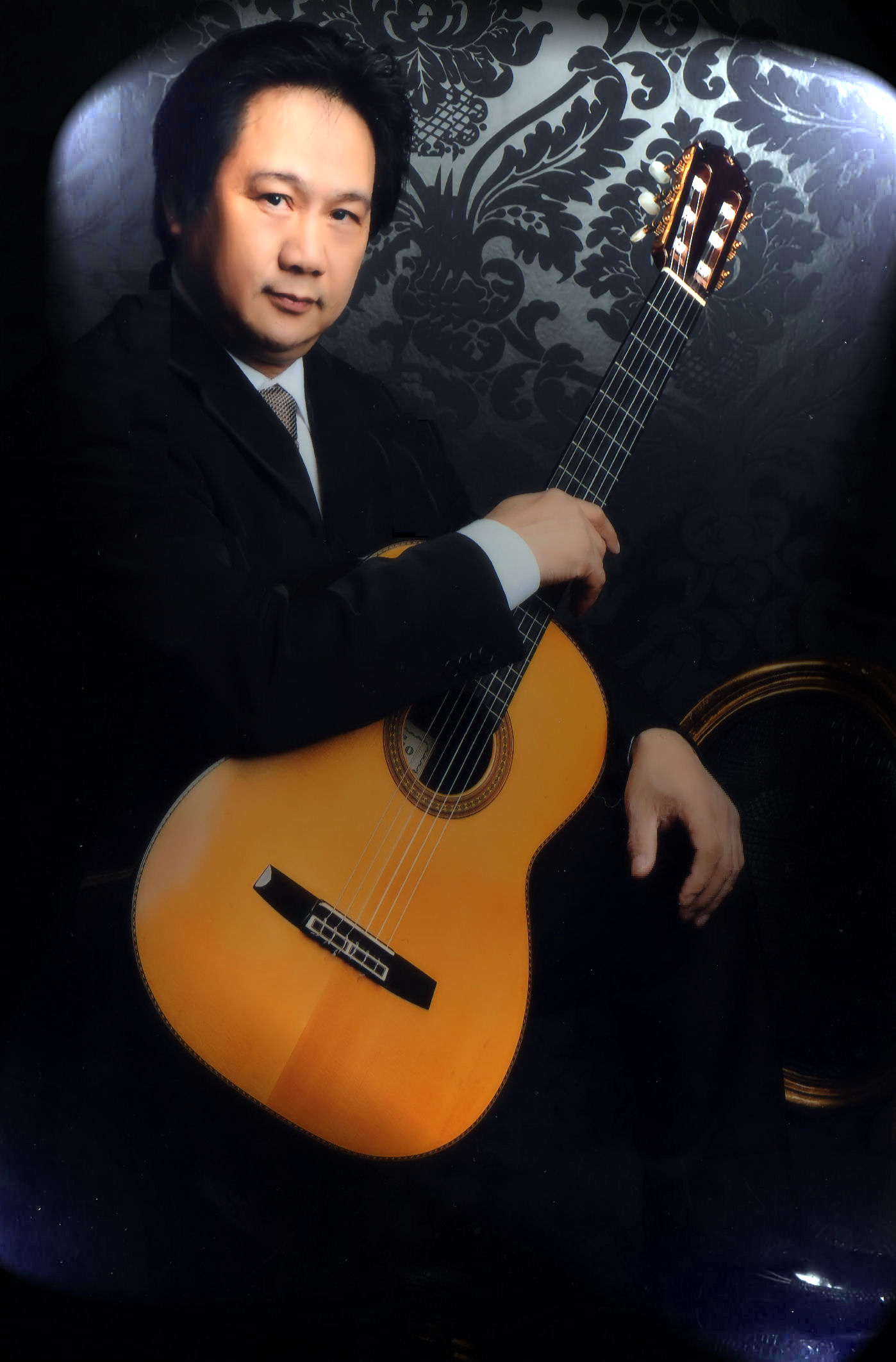
Giáo sư Đặng Ngọc Long

Đặng Ngọc Long là một nhạc sĩ và diễn viên điện ảnh người Việt Nam sống và làm việc tại Berlin-Đức, là người Việt đầu tiên đoạt giải Guitar *Quốc tế (1987). Tốt nghiệp bằng Thạc sĩ (1985-1993) tại Học viện Âm nhạc Hanns Eisler (Hochschule für Musik Hanns Eisler) ở Berlin. Từ năm 2004 ông giữ chức Hiệu trưởng trường Âm nhạc Berlin-Gesundbrunnen ở CHLB Đức. Từ năm 2006 làm chủ tịch hội đồng nghệ thuật cuộc thi Guitar Quốc tế tại Berlin

## Tiểu sử và sự nghiệp
Ông sinh năm 1957, tại xã Diễn Hoa, huyện Diễn Châu, tỉnh Nghệ An
- 1985-1989 Ông tốt nghiệp bằng Cử nhân tại Đại học Hanns Eisler Berlin.
- 1990-1993 Ông tốt nghiệp bằng Thạc sĩ tại Đại học Hanns Eisler Berlin.

Đặng Ngọc Long đã biểu diễn ở nhiều nước trên thế giới (Tây Ban Nha, Ý, Pháp, Tiệp Khắc, Hungary...), năm 1987 ông đoạt giải đặc cuộc thi Guitar quốc tế tại Hungary. Sau này chính ông từng làm là chủ tịch giám khảo, chủ tịch hội đồng nghệ thuật cho nhiều cuộc thi quốc tế
 Năm 1994 một cuộc thi guitar đã được mang tên anh (Long-Wettbewerb für Gitarrensolo) để vinh danh công lao đóng góp của anh cho lĩnh vực đào tạo âm nhạc tại Đức do trường âm nhạc Bernau tổ chức .
Từ năm 2004 đến nay ông làm hiệu trưởng trường Âm nhạc Berlin-Gesundbrunnen, đồng thời là giảng viên dạy guitar.
Chương trình biểu diễn của ông bao gồm tác phẩm từ thề kỷ 15 (Renaissance)- 17(Baroque)- 18 (Klassisch) đến Hiện đại..., Ngoài ra ông còn trình diễn các tác phảm do chính ông biên soạn và chuyển thể từ dân ca Việt nam.
Nhiều tờ báo ở Đức đã đánh giá: "Nghệ sĩ Đặng Ngọc Long đã chứng minh tài năng của mình bằng những kỹ thuật điêu luyện và cảm xúc tuyệt vời của ông qua các bản nhạc kinh điển đến những điệu nhảy Tây Ban Nha và âm nhạc dân tộc Việt Nam... Người ta có cảm giác như đang đi trên quê hương của ông mặc dù nơi đó cách xa hàng vạn dặm" (FreiePresse);
"Đặng Ngọc Long đã giới thiệu cho khán giả một màn đầy kịch tính như dàn giao hưởng qua sự diễn tấu kỳ tài, một phong cách độc đáo của anh trên cây đàn Ghita..." ().
Đặng Ngọc Long đã sáng tác và chuyển soạn nhiều tác phẩm cho đàn ghi ta như: "Núi rừng Tây nguyên", "Hồi tưởng", "Prelude No. 1", "Mienman", "Meo", "Bèo dạt mây trôi" (dân ca quan họ Bắc Ninh), "Fantasie in G Dur", "Kreislauf (vòng quay)" và nhiều tác phẩm song tấu, tứ tấu (xem website của nhà xuất bản âm nhạc Logiber Berlin),... Đặc biệt một số tác phẩm như "Prelude No. 1", "Mienman", "For Thay", "Bamboo-Ber", "Giận mà thương", "Prelude No.4", "Bèo dạt mây trôi" "Hồi tưởng", "Ru con", "Mưa", Núi rừng Tây nguyên", "Tổ khúc Kiều" (được sáng tác từ tiểu thuyết thơ cùng tên "KIỀU" của thi hào Nguyễn Du) được đưa vào làm bài bắt buộc cho các cuộc thi Guitar Quốc tế tại Berlin  Cuộc thi này được giới Ghita chuyên nghiệp đánh giá là một trong 5 cuộc thi lớn nhất thế giới
Năm 2002, ông đã về Việt nam biểu diễn và trao tặng cây đàn quý cho thí sinh đoạt giải tại Đại hội liên hoan âm nhạc toàn quốc tại Hà nội sau 17 năm xa quê hương.
(Năm 2009 nghệ sĩ Đặng Ngọc Long đã được phong hàm giáo sư và được mời cộng tác giảng dạy tại Đại học Quốc tế Kirgisistan. Cũng trong năm nay nghệ sĩ đã được ghi tên vào từ điển danh nhân Who is who (The People Lexicon) Who is who  Deutsche Nationalbibliothek)
Năm 2010 Đặng Ngọc Long đã về Việt nam trình tấu tác phẩm đầu tiên viết cho Guitar và dàn nhạc cùng dàn nhạc giao hưởng Quốc gia Việt nam tại Công viên Thiên đường Bảo Sơn . Ông đã cho ra nhiều CD trong đó Album mang tựa đề "Long plays Long" - một Album ông trình tấu các tác phẩm ông tự sáng tác và chuyển soạn cho đàn Guitar theo trường phái riêng (pha trộn Hiện đại châu âu và giai điệu cổ truyền Việt nam) đã thành công ở châu âu và nhiều nước trên thế giới.
Từ năm 2012 Ông học lớp điện ảnh đặc biệt tại "Special Coaching Actors Studio-Berlin" với nữ diễn viên điện ảnh nổi tiếng của Đức Kristiane Kupfer. Ông đã tham gia đóng nhiều phim nhựa và phim truyền hình của Đức với tên "Long Dang-Ngoc" 

## Danh mục tác phẩm

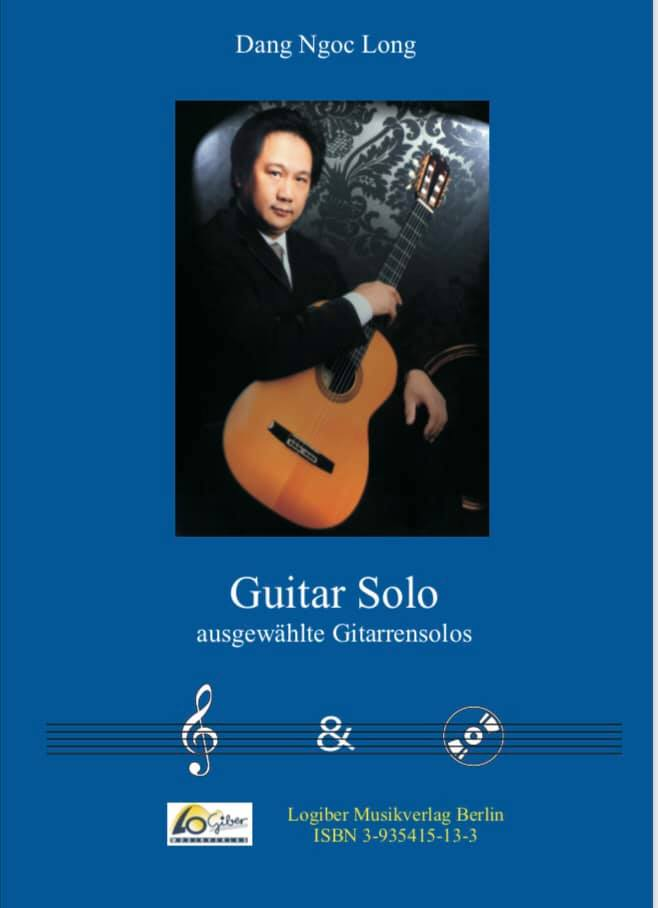
Đặng Ngọc Long - Tuyển tập Ghita độc tấu

| - Guitar Music Vol.1 - Dang Ngoc Long - Long plays Long - Dang Ngoc Long - Bamboo-Ber - Bèo dạt mây trôi (dân ca Bắc Bộ) - Blumen blühen - Đi cấy (dân ca Thanh Hóa) - Die Erde dreht sich (Trio) - Mưa (Đặng Ngọc Long-Nguyễn Thịnh) - Đừng quên - Etüde Nr. 1 - Etüde Nr. 11 - Etüde Nr. 21 - Etüde Nr. 31 - Etüde Nr. 41 | - Etüde Nr. 51 - Fantasie in D-Dur - Fantasie in G-Dur - Fantasie no. 1 - Fantasie no. 2 - Fantasie no. 11 - Fantasie no. 21 - Fantasie no. 31 - Fantasie no. 41 - For Thay - For You - Für immer - Giận mà thương (dân ca Nghệ Tĩnh) - He du, tanz mit mir! - Hồi tưởng - Komm’ zu mir! | - Kreislauf (4 Guitar) - Mein singendes Herz - Meine Gitarre - Menuett - Meo - Mienman - Modern - Người ở đừng về (dân ca quan họ Bắc Ninh) - Nha trang mùa thu lại về (Văn Ký) - Núi rừng Tây nguyên - O Solo Mio! (G. Capurro & E. Di Capua) - Pama (duo) - Suite Kieu (Tổ khúc Kiều) - Faust Sonata | - Prelude No. 1 - Prelude No.4 - Prelude No.11 - Ru con (dân ca Nam Bộ) - Schwerttanz - Serenade - Sommer - The Entertainer (Scott Joplin) - Tiếng hát sông lam (Đinh Quang Hợp) - Tình trắng - Tổ khúc Kiều (Suite Kieu) I. Prelude / Khúc dạo đầu II. Kindheit / Tuổi thơ III. Sturm / Bão tố IV. Klagegesang / Ai oán V. Begegnung mit Từ Hải / Gặp Từ Hải VI. Wiedersehen / Đoàn viên VII. Final / Khúc vĩ thanh - Trở về đát mẹ (Nguyễn Văn Thương) - Tuổi mơ - Wals No. 1 - Wals No. 2 - Schwettanz II |

## Danh mục ca khúc
| - Album 1: Nghe em hát lời yêu - Album 2: Lời ca tôi viết - Album 3: Tình Yêu Mùa Đông - Album 4: Hà Nội Tôi Ơi - Liebe ist... - Khúc hát học trò - Nắng thu - Nhớ về tuổi thơ - Em là thần tiên - Dòng sông thu - Cánh chim trong sương - Đừng quên - Tây nguyên bao la - Lá thư quê nhà - Trời đã sinh ra em | - Tình yêu mùa Đông - Cảm hứng - Tặng anh - Cánh hoa tươi - Thiên thần của em - Đêm buồn - Mưa mùa hè - Ròi ngày mai anh ra đi - Trại hè sinh viên - Em là thần tiên - Mộng mơ - Giã từ tuổi thơ - Vào ca Nava - Xin có em - Thời gian ơi, xin Người dừng lại | - Con tim hát ca - Hãy ngủ đi em - Đêm của em - Lời ca tôi viết - Hát ru - Tình trắng - Giữ cho dài lâu - Sao em không đến - Mặt trời và ánh sao - Nhớ về tuổi thơ - Người nghệ sĩ của em - Cây đàn của tôi - Anh bạn thích đùa - Khúc hát nông trường - Tình yêu bazan | - Cây đàn của tôi - Đừng bỏ anh - Weimar thành phố tình yêu - Chiều Halle - Nhớ - Anh bạn thích đùa - Tâm hồn hoang - Vấn vương - Xin anh đừng giận - Vĩnh biệt tuổi thơ - Đừng tới em ơi! - Tây nguyên bazan - Chiều vắng - Mẹ |

## Danh mục phim đã đóng
- 2011: I Phone You (Phim Kino)
- 2011: Der Kriminalist (Phim Truyền hình nhiều tập)
- 2012: Sparkasse (Quảng cáo)
- 2012: Allein unter Nachbarn (Phim truyện)
- 2012: Jahr des Drachen (Phim truyện)
- 2013: Der Feind in meinem Leben (Phim truyện)
- 2014: Kommissarin Lucas (Phim Truyền hình nhiều tập)
- 2014: VW Beijing (Quảng cáo)
- 2014: Alle unter eine Tanne (Phim truyện)
- 2015: Ein starkes Team (Phim Truyền hình nhiều tập)
- 2016: Krauses Glück (Phim truyện)
- 2017: Obst & Gemüse (Phim ngắn)
- 2017: Die Kanzlei (Phim Truyền hình nhiều tập)
- 2018: ROSE EMPIRE (Phim ngắn)
- 2018: You are wanted 2 (Amazon-nhiều tập)
- 2018: IKEA (Quảng cáo)
- 2018: BVG (Quảng cáo)
- 2018: Der Spezialist (Phim Truyền hình)
- 2018: Das Chinesische Licht (Phim Truyền hình)
- 2019: Krauses Umzug (Phim Truyền hình)
- 2019: Hausen (Phim Truyền hình)
- 2020: Morden im Norden (Phim Truyền hình)
- 2023: Wer wir sind (Phim Truyền hình)
- 2023: Kalt (Phim ngắn)
- 2023: LIEBLING KREUZBERG 2.0(Phim Truyền hình)
- 2023: Made in Germany (Phim Truyền hình)

## Danh mục Album đã phát hành
- CD1 -  Guitar music vol.1 (1997)
- CD2 -  Long plays Long (2009)

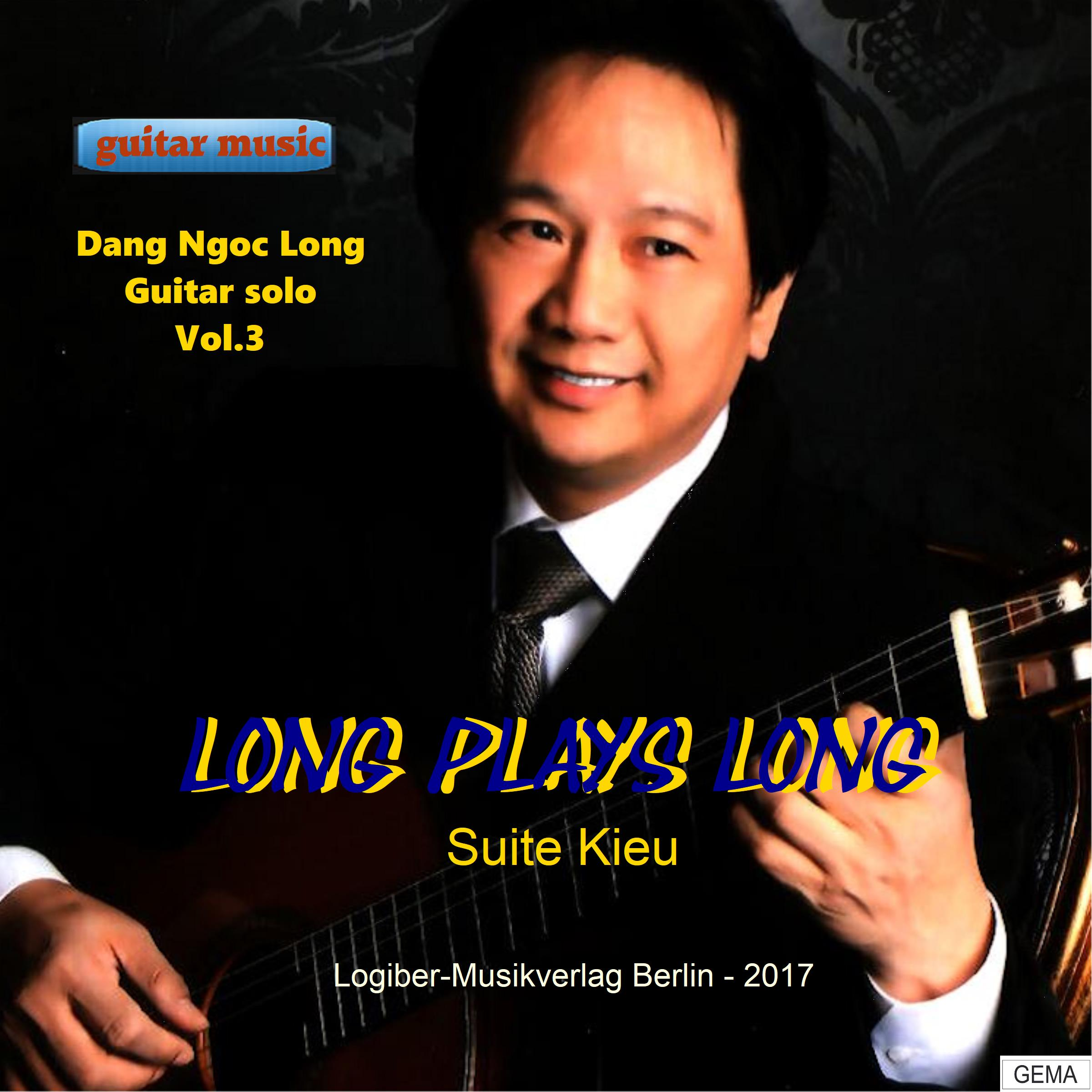
CD Long Plays Long - Suite Kieu

- CD3 -  Long plays Long-Suite KIEU (2016)
- CD4 -  Long Plays Long - Faust
- CD5 -  Long Plays Others (2020)
- CD6 -  Long Plays Others 2
- CD7 -  Nghe em hát lời yêu (2015)
- CD8 -  Lời ca tôi viết (2017)
- CD9 -  Tình yêu mùa đông (2017)9
- CD10 - Hà nội tôi ơi (2018)

## Danh mục Tác phẩm đã phát hành
- - Sách học ghi ta (Sách học Ghi ta, kèm theo CD)
- - Long plays Long (Sách nhạc, kèm theo CD)
- - Tổ khúc Kiều (Sách nhạc, kèm theo CD)
- - Tuyển tập độc tấu Ghi ta (Sách nhạc)
- - Tuyển tập hòa tấu Ghi ta (Sách nhạc)
- - Tác phẩm hợp xướng (Sách nhạc)
- - Tác phẩm cùng dàn nhạc giao hưởng (Sách nhạc)
- - Hồi ký âm nhạc - Đặng Ngọc Long (Sách hồi ký)